# جرسيف
جرسيف أو ڭرسيف (بالأمازيغية : ⴳⴰⵔⵙⵉⴼ) هي مدينة مغربية، تقع في الشمال الشرقي للمملكة المغربية أصبحت حاليا بوابة لجهة الشرق بعدما تم إلحاقها بالجهة مع التقسيم الجهوي الأخير، يحدها شمالا كل من إقليمي الناظور والدريوش، وشرقا إقليم تاوريرت وجنوبا إقليم بولمان، وتتمركز المدينة في موقع استراتيجي كملتقى للطرق الرئيسية الوطنية، ومعبرا للسكك الحديدية والطريق السيار وجدة الرباط، وتعتبر أيضا ملتقى طبيعي لبعض الأنهار الرئيسية في الجهة مثل نهر ملوية ونهري أمسون ومللو (من أكبر روافد نهر ملوية) وأصبحت جرسيف عمالة منذ سنة 2010 لتعرف بعدها المدينة توسعا عمرانيا ونموا سكانيا مضطردا، ليبلغ عدد سكان الإقليم بأكمله حوالي 215.837 نسمة حسب الإحصاء السكاني 2024
حول أصل التسمية الأمازيغية ف«جر» تعني بين أما «اسيف» فتعني الواديين وقد سميت كذلك بجرسيف لكون مركز المدينة يقع بالقرب من تقاطع نهري ملوية ومللو.

## المدن المجاورة
في شمال مدينة جرسيف نجد إقليم الناظور على بعد 135 كم، وعلى بعد مسافة 170 كم جنوب المدينة نجد مدينة ميسور على الطريق الوطنية رقم 15. أما إذا توجهنا إلى الغرب وعلى بعد 65 كم نجد مدينة تازة. وفي شرق المدينة نجد مدينة تاوريرت على بعد 54 كم.

## اقتصاد المدينة

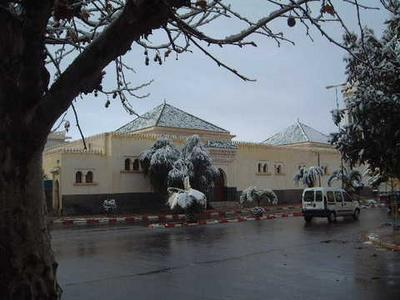
صورة جميلة لمدينة جرسيف أثناء تساقط الثلج لأول مرة في المدينة

تعتمد مدينة جرسيف في اقتصادها بشكل أساسي على القطاع الفلاحي، فهي تعتبر من أكبر المدن المغربية المنتجة لثمار الزيتون، وتشتهر المدينة بإقامة مهرجان سنوي يطلق عليه مهرجان الزيتون ويتزامن موعده مع موسم جني الزيتون بالمدينة. وبالإضافة إلى القطاع الفلاحي تعتبر التجارة بإقليم جرسيف نشاطا أساسيا إلى جانب الفلاحة، حيث تنتعش أنشطتها التجارية خلال موسم الصيف والربيع، وتعد المنطقة الشرقية والناظور من أهم موارد هذا الإقليم في استيراد السلع وترويجها داخل الإقليم.. وتشتهر المدينة بسوقها الأسبوعي الذي يقام كل يوم ثلاثاء واحد وإلى سوق دائم «سويقة» ويعتبر من أكبر الأسواق بالمنطقة حيث تعرف فيه مختلف المنتوجات الفلاحية كالخضر والفواكه والماشية، ومنتوجات أخرى كالملابس والأجهزة والأثاث المنزلي والأدوات المستعملة...
تحتل الصناعة التقليدية مكانة هامة في النشاط الاقتصادي بالإقليم، حيث تحظى بعناية كبيرة من طرف السكان، خاصة في مجالاتها المتعلقة بصناعة الجلد، والخزف، وصناعة الزرابي، وصناعة القفة وأدوات التبوريدة المتعلقة بالفروسية من بنادق وخناجر ولباس الفرس والفارس.
يتوفر إقليم جرسيف على مؤهلات طبيعية يمكن استغلالها في السياحة الجبلية، وكذلك على مؤهلات تاريخية وتراثية تستجيب لحاجيات السياح من مآثر تاريخية وفنون فلكلورية شعبية.
تربط مدينة جرسيف بين مدينتي الدار البيضاء ووجدة، مما يجعلها ذات وزن اقتصادي في المنطقة.

## المواصلات ووسائل النقل
تتوفر مدينة جرسيف، على محطة طرقية للحافلات تربط المدينة بمختلف أقاليم المغرب، بالإضافة إلى محطة لسيارات الأجرة الكبيرة مما يساهم في ربط المدينة بالشبكة الوطنية للطرق، وتحوي المدينة محطة للقطارات موفرة عشر رحلات يومية إلى وجدة والدار البيضاء وطنجة ومختلف المدن المغربية، كما أنه يمكن التنقل من وإلى مدينة جرسيف من خلال الطريق السيار الرابط بين مدينتي وجدة والدار البيضاء والذي يبعد عن المدينة بحوالي 18 كيلومتر.كما يعتمد السكان على التنقل داخل المدينة بواسطة الباص أو سيارة الأجرة.

## زراعة الزيتون بالمدينة
حسب المديرية الإقليمية للفلاحة، فإن المساحة المزروعة بأشجار الزيتون بجرسيف انتقلت من 5400 هكتار إلى 18 ألف هكتار خلال الفترة الممتدة من الموسم الفلاحي 1998-1997 إلى الموسم 2009-2008، بنمو سنوي يقارب 1150 هكتارا.
وقد عرف إنتاج الزيتون بإقليم جرسيف ارتفاعا خلال الفترة نفسها ب6738 طنا، حيث قاربت تقديرات الإنتاج الحالي 30 ألف طن، 80 في المائة منها يم تحويلها إلى مصبرات و 20 في المائة لاستخلاص زيت الزيتون.
ومن المرتقب أن تعرف زراعة أشجار الزيتون بجرسيف نموا في إطار برنامج حساب تحدي الألفية ومخطط المغرب الأخضر. وتبلغ إعانة الدولة من أجل اقتناء أشجار الزيتون 80 في المائة من ثمنها.

## الرياضة
تعتبر رياضة كرة القدم ورياضة كرة اليد الرياضتان الأكثر شعبية بين سكان وشباب المدينة، ويمثل مدينة جرسيف فريق حسنية جرسيف لكرة القدم ويمارس بقسم الهواة، أما فريق كرة اليد فيعتبر أحد أقوى الأندية بالمغرب في السنوات الأخيرة وهو ينافس دائما على مراكز متقدمة في بطولة كرة اليد الوطنية.

## شخصية هامة
علال بن عبد الله ولد بمدينة جرسيف بقبيلة هوارة أولاد رحو، امتهن حرفة الصباغة بمسقط رأسه بمقهى كان قد اكتراها بوسط جرسيف والكائنة قبالة بلدية المدينة، والتي كان يطلق عليها مقهى المواعد قبل أن يغير صاحبها الحالي اسمها ليصبح مقهى علال بن عبد الله.
انتقل إلى الرباط بعد استفزازات أحد المقدمين أعوان المستعمر، واستقر بحي العكاري، وربط علاقات مع عدد من التجار بالمدينة ورجالاتها ووطنييها. وفي يوم الجمعة 11 سبتمبر 1953 توجه صوب موكب السطان محمد بن عرفة الذي كان متوجها صوب مسجد أهل فاس لأداء صلاة الجمعة. وانطلق علال بن عبد الله بسيارة من نوع «فورد» رمادية اللون بسرعة في اتجاه موكب السلطان وبيده سكين لطعنه به. غير أن ضابطا ارتمى عليه معترضا سبيله، وفي نفس اللحظة، أطلقت مجموعة من رجال الشرطة السرية 8 رصاصات على علال بن عبد الله.
وكان لهذه العملية أثرها البالغ في زيادة هجمات المقاومة ضد الحماية الفرنسية، حيث توالت العمليات الفدائية، وانطلقت شرارة جيش التحريربشمال البلاد في 1 أكتوبر 1955 وعمت سائر البلاد، حتى عودة السلطان محمد الخامس من المنفى.
وفي السنة الموالية أثناء الاحتفال بذكرى ثورة الملك والشعب أشاد السلطان بعلال بن عبد الله:
««لقد أبينا إلا أن نظهر اليوم عنايتنا بإزاحة الستار عن اللوحة التذكارية المقامة في المكان الذي سقط فيه علال بن عبد الله، ذلك البطل الصنديد الذي برهن على أن العرش منبعث من صميم الشعب المغربي، وأنه من كيانه وضمان وجوده وسيادته، فهب يفتديه ويفتدي الأمة المجسمة فيه بروحه، حتى سقط في ميدان الشرف صريعا، مخلفا للأجيال أعظم الأمثلة على التضحية والغيرة وحسن الوفاء».»
وقد قام لاحقا المقاوم شيخ العرب باغتيال رجل الأمن كويزا لاسورطي، المتهم بقتل علال. وفي سنة 2012 دخلت في الخدمة فرقاطة علال بن عبد الله في أسطول القوات البحرية الملكية المغربية.